# Chums (film 1914)
Chums è un cortometraggio muto del 1914 diretto da W.P. Kellino.

## Trama
Un povero vecchio è costretto a vendere il terrier del nipote, ma il cane ritorna.

## Produzione
Il film fu prodotto dalla Vaudefilms.

## Distribuzione
Distribuito dalla A & C, il film - un cortometraggio in una bobina - uscì nelle sale cinematografiche britanniche nel settembre 1914.